# Blek sånghök
Blek sånghök (Melierax canorus) är en fågel i familjen hökar inom ordningen hökfåglar.

## Utseende och läten
Blek sånghök är liksom andra sånghökar stora gråfärgade hökliknande fåglar med rödaktiga långa ben. Blek sånghök är lik östlig sånghök och ibland behandlas de som samma art. Den är dock större (kroppslängden 46–60 cm jämfört med 45–55 cm) med mycket vitare armpennor som formar en fläckig vit vingpanel vid vila. Vidare har den rött på näbbasen och benen istället för gult respektive orange. Ryggen är också gråare med gråbruna fläckar. Ungfågeln är mer enhetlig undertill.  Under häckningssäsongen framför den en flöjtande och visslande sång som gett släktet dess namn.

## Utbredning och systematik
Blek sånghök delas in i två underarter med följande utbredning:
- Melierax canorus argentior – förekommer söderut från Angola till Zimbabwe och nordöstra Sydafrika
- Melierax canorus canorus – förekommer i södra Sydafrika

## Status och hot
Arten har ett stort utbredningsområde och en stor population med stabil utveckling. Utifrån dessa kriterier kategoriserar IUCN arten som livskraftig (LC).

## Bilder

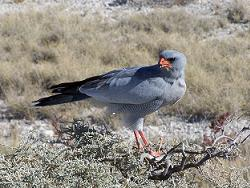
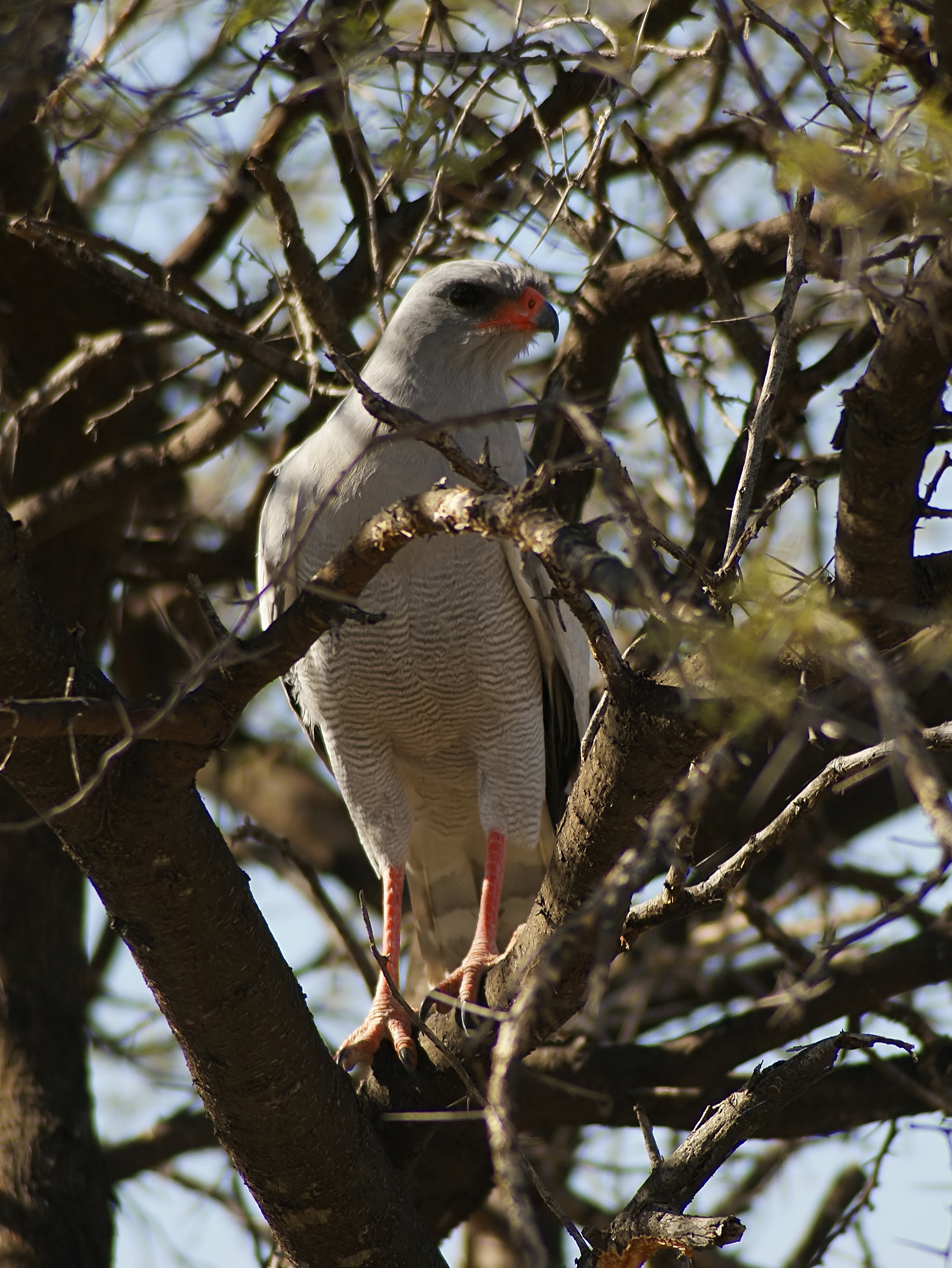
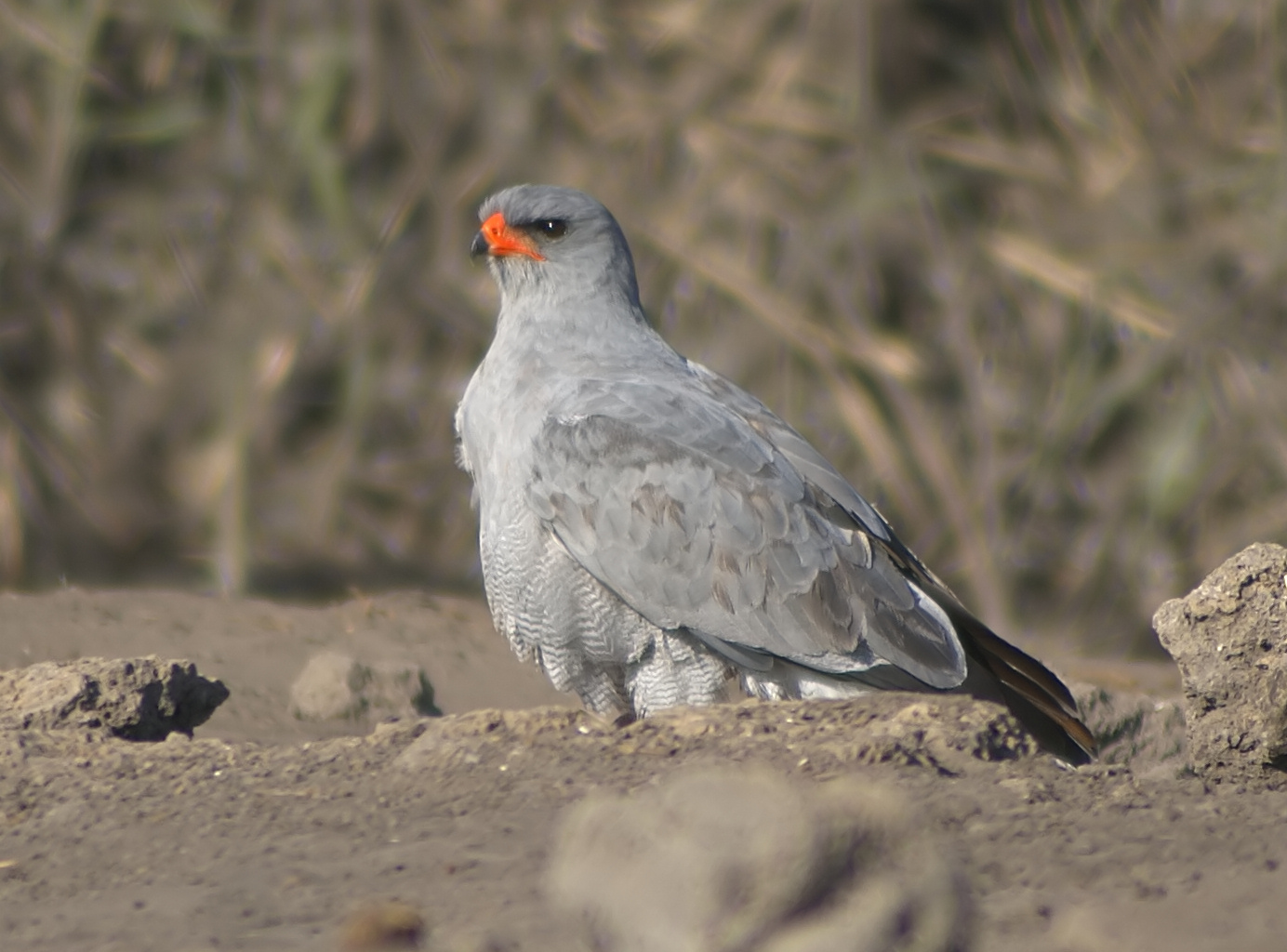
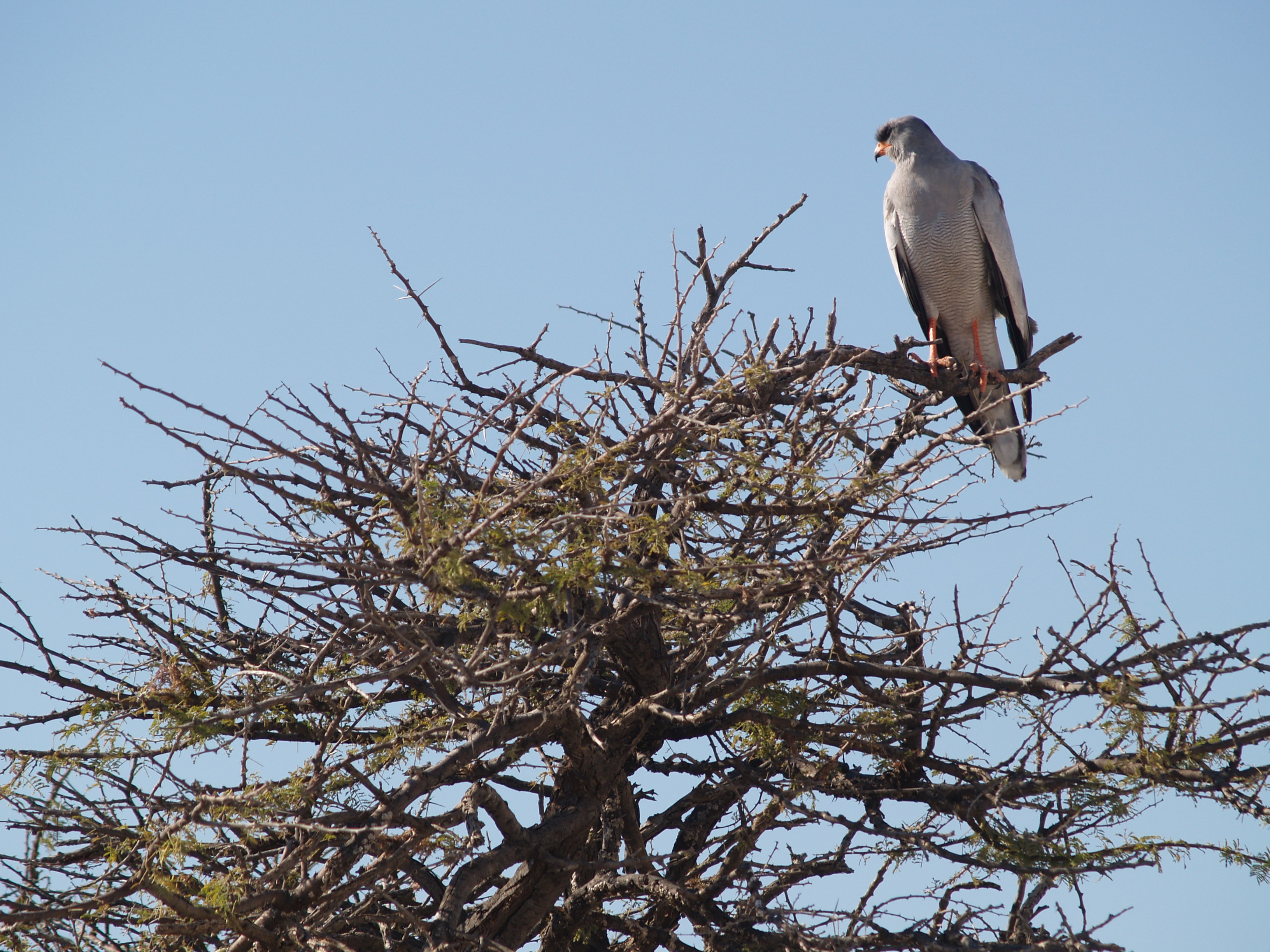
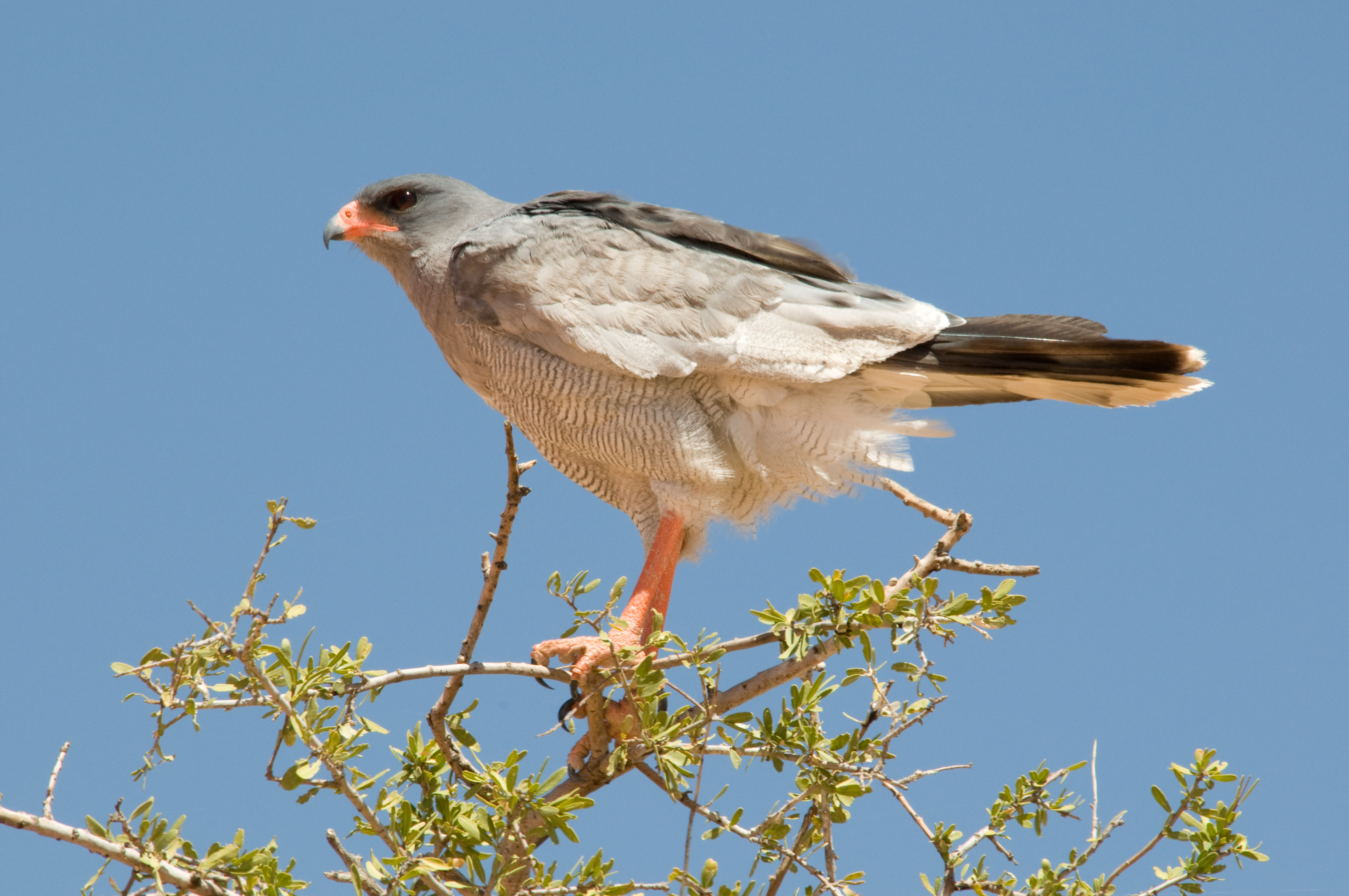
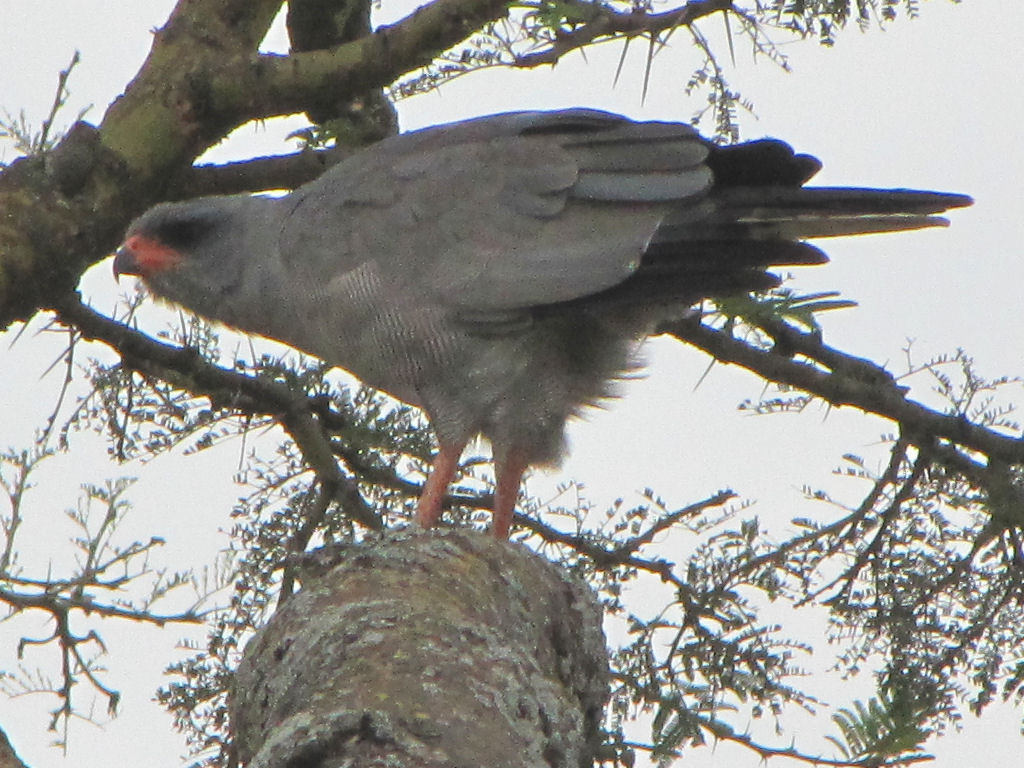